# Habsburg (hrad)

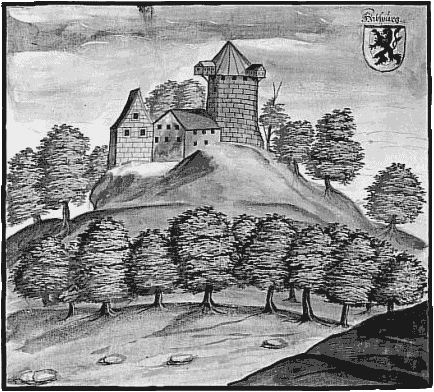
Rytina z konce 16. století

Habsburg (nesprávně Habsburk, Hapsburg; původně Habichtsburg) je hrad ve švýcarském kantonu Aargau nad řekou Aare. Nachází se 30 kilometrů severozápadně od Curychu. Habsburkové vystavěli hrad počátkem 11. století; leží na území obce Habsburg v tehdejším panství Habsburků Eigenamt.
Habsburkové zde pod tímto jménem, které si dali kolem roku 1100, sídlili ve 12. a 13. století.

## Legenda a jméno
Podle legendy pojmenoval Radbot, jeden ze stavitelů hradu, hrad Habichtsburg (Jestřábí hrad) podle jestřába, který usedl na jeho zdech.
Pravděpodobnější ale je, že hrad dostal jméno ze staroněmeckého hab, haw, které znamená brod, přechod přes řeku, a které označuje funkci hradu, hlídat altenburský brod u dnešního městečka Bruggu (česky „Most“) na řece Aare.
Od roku 1700 se jméno hradu Habichtsburg zkrátilo na jméno Habsburg.

## Historie
Archeologické průzkumy z konce 20. století odhalily na vrcholku, kde dnes stojí hrad, stopy z doby bronzové a Římanů.
Hrad nechali vystavět kolem 1020-30 (zřejmě) Radbot a jeho bratr Werner ze Štrasburku. Habsburkové zde sídlili dvě století, kolem 1220-30 se přesídlili do nově založeného města Bruggu.
Poté, co se zájem a činnost Habsburků - nejen jako katolíků, ale i poražených ve válkách proti jejich rozpínavosti - přesunuly na východ, na přelomu 13. a 14. století, ztratil hrad na významu a jako válečná kořist přešel na Staré spříseženstvo (první švýcarský spolek). Přecházel z jednoho vlastnictví do druhého - páni z Wülpelsbergu, z Wohlenu, 1420 z Grifensee (Greifensee), 1457 Bernský stav, 1469 klášter Königsfelden - a postupně upadal, až v roce 1803-4 přešel do vlastnictví kantonu Aargau, který začal renovovat zachovalou západní část původního hradu.